# (4941) Yahagi
Pour les articles homonymes, voir Yahagi.
(4941) Yahagi est un astéroïde de la ceinture principale.

## Description
(4941) Yahagi est un astéroïde de la ceinture principale. Il fut découvert le 25 octobre 1986 à Toyota par Kenzo Suzuki et Takeshi Urata. Il présente une orbite caractérisée par un demi-grand axe de 3,18 UA, une excentricité de 0,18 et une inclinaison de 1,9° par rapport à l'écliptique.

## Compléments